# Olvena
Olvena (aragónul Olbena) település Spanyolországban, Huesca tartományban. Olvena Graus, Estada, El Grado és La Puebla de Castro községekkel határos. Lakosainak száma 65 fő (2024).

## Népesség
A település népessége az utóbbi években az alábbiak szerint változott:
| Lakosok száma | 55   | 79   | 65   | 61   | 55   | 57   | 45   | 55   | 58   | 65   |
|               | 2001 | 2004 | 2006 | 2009 | 2011 | 2014 | 2016 | 2019 | 2021 | 2024 |